# Profound Mysteries III
Albums de Röyksopp
Profound Mysteries II
(2022)
Profound Mysteries III est le huitième album studio du groupe Norvégien Röyksopp, sorti le 18 novembre 2022. Il est le troisième (et dernier) d'une série de trois albums intitulée "Profound Mysteries", dont chaque musique est accompagnée d'un mini-film (dirigée chacune par un directeur différent) et d'une animation visuelle (par l'artiste Jonathan Zawada).

## Liste des pistes
| 1.    | So Ambiguous        | Jamie Irrepressible   | 6:06 |
| 2.    | Me&Youphoria        | Gunhild Ramsay Kovacs | 4:41 |
| 3.    | Stay Awhile         | Susanne Sundfør       | 6:11 |
| 4.    | The Night           | Alison Goldfrapp      | 7:38 |
| 5.    | Lights Out          | Pixx                  | 5:27 |
| 6.    | Speed King          |                       | 9:52 |
| 7.    | The Next Day        | Jamie Irrepressible   | 4:16 |
| 8.    | Just Wanted To Know | Astrid S              | 4:12 |
| 9.    | Feel It             | Maurissa Rose         | 8:14 |
| 10.   | Like An Old Dog     | Pixx                  | 3:55 |
| 61:00 |                     |                       |      |

## Distribution

### Röyksopp
- Svein Berge : claviers, synthétiseur, boîte à rythme, effets sonores
- Torbjørn Brundtland : claviers, synthétiseur, boîte à rythme, effets sonores

### Personnel additionnel
- À compléter ...